# Айова Чопс
«Айо́ва Чопс» (англ. Iowa Chops) — профессиональный хоккейный клуб, выступавший в Американской хоккейной лиге. Базировался в городе Де-Мойн, штат Айова, США. Три сезона был фарм-клубом «Даллас Старз» (в одном из них — одновременно и «Эдмонтона»), именуясь «Айова Старз»; в последнем сезоне был фарм-клубом «Анахайма».

## Клубные рекорды
Сезон
Голы (35) — Луи Эрикссон (2005-06)
Передачи (47) — Тоби Питерсен (2005-06)
Очки (73) — Тоби Питерсен (2005-06)
Штраф (189) — Бреннан Эванс (2005-06)
Коэффициент пропущенных голов (2,5) — Майк Смит (2005-06)
Карьера в клубе
Голы — 49 — Тоби Питерсен
Передачи — 83 — Тоби Питерсен
Очки — 132 — Тоби Питерсен
Штраф 189 — Бреннан Эванс
Вратарские победы — 25 — Майк Смит
Игры — 132 — Яред Хагос